# Yahooskin

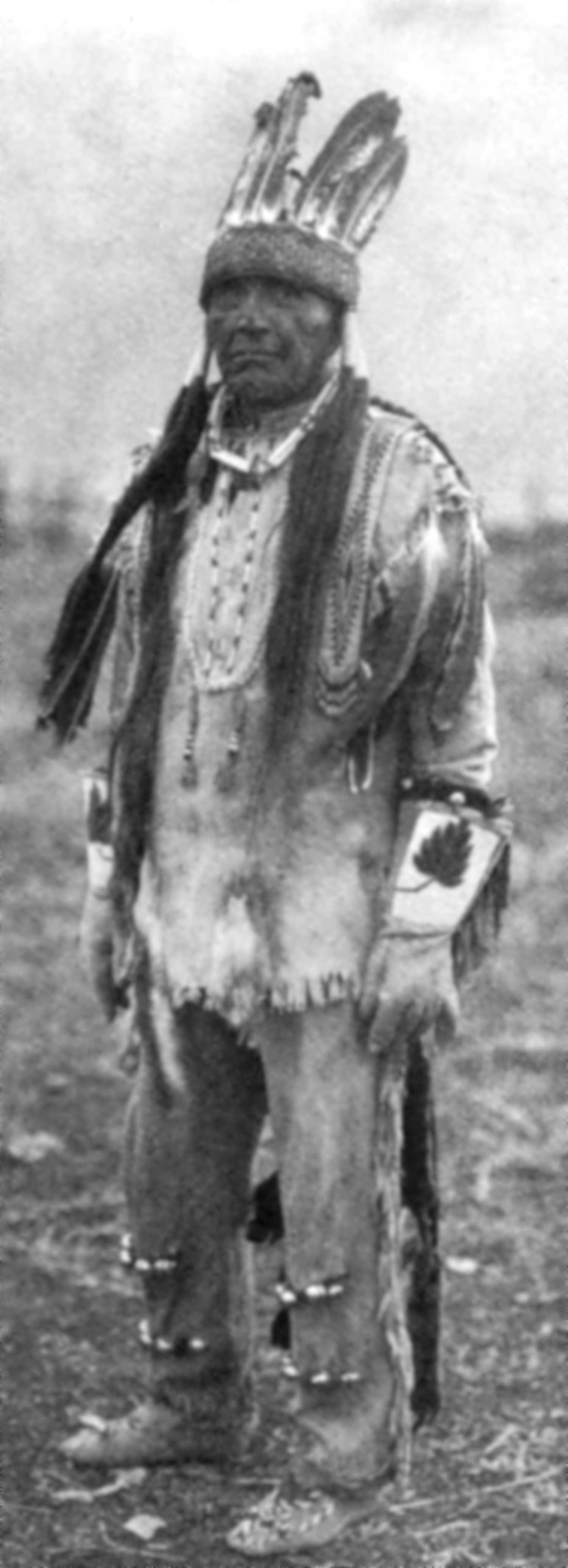

Les Yahooskin (aussi orthographié Yahuskin) sont des autochtones amérindiens vivant dans le centre de l'Oregon. Leur territoire traditionnel se situe à l'est du cours supérieur des rivières Deschutes et Klamath. Ils font partie du groupe des Païutes.